# كارولي كوفاتش
كارولي كوفاتش (بالمجرية: Kovács Károly)‏ هو دبلوماسي وسياسي مجري، ولد في 4 نوفمبر 1931 في المجر، وتوفي في 20 أكتوبر 2007 ببودابست في المجر. حزبياً، نشط في حزب العمال الاشتراكي المجري.